# 佳家福
《佳家福》為一部台灣電視單元劇，民心影視製作，製作人為王小棣，於1990年9月1日至1991年8月18日每週六、週日晚上七點於華視播出，可視為台灣電視史上第一代的家庭勵志喜劇，內容清新脫俗，深受當時青少年與家庭所喜愛。本劇也和之前的《全家福》(1989年)、之後的《母雞帶小鴨》(1992年)、《納桑麻谷我的家》(1994年) 並稱為當時華視的「家庭四部曲」，以文英飾演的房東江媽媽貫穿全系列。而許傑輝、蔡燦得雖然亦皆有參與演出，但是角色完全不同。這一系列的電視劇，對於1990年代初期僅有老三台的台灣電視劇發展，有不可磨滅的影響與貢獻。王小棣製作之一系列電視劇以全新面貌、反映社會，在當時創下收視率長紅。
本劇以青少年生活為背景，以兩位互相為隔壁鄰居、又是成功高中同班同學的游勇志與區達夫兩人為出發點，在兩家人相互來往之間，探討青少年親子教育與人際關係。
1991年，本劇以單元《都是貪吃惹的禍》獲得第26屆金鐘獎戲劇節目獎單元劇類。

## 演出人員

### 游家
| 演員   | 角色   |
| 上官鳴 | 游萬福 |
| 江霞   | 惠心   |
| 許傑輝 | 游勇志 |
| 蔡燦得 | 游淑慧 |
| 楊琴韻 | 游淑芬 |

### 區家
| 演員   | 角色   |
| 趙樹海 | 區大德 |
| 劉方英 | 林美娟 |
| 劉畊宏 | 區達夫 |
| 賈靜雯 | 區達雯 |
| 葉景睿 | 區達立 |

### 特別演出
| 演員 | 角色   |
| 文英 | 江媽媽 |

## 演員軼事
- 惠心一角原訂江淑娜演出，後改為江霞飾演。
- 1991年，蔡燦得與賈靜雯在拍攝期間，共演《義美雞蛋牛奶葡萄乾冰棒》廣告。
- 1993年，游家原班人馬再次合作，共演《桂冠火鍋餃系列》廣告（楊琴韻除外）

## 幕後資訊
- 製作人：王小棣
- 導演：江豐宏
- 編劇：錢康明、陳世杰等。
- 藝術指導：林盛豐、王童
- 藝術執行：陳勇志
- 執行製作：許傑輝
- 主題曲：《青春期的故事》（鄭華娟作詞，Iskandar Ismail作曲，小虎隊主唱）

## 節目的變遷
| 臺灣 華視 每週六、日 19:00 | 臺灣 華視 每週六、日 19:00              | 臺灣 華視 每週六、日 19:00 |
| -------------------------- | --------------------------------------- | -------------------------- |
|                            | 佳家福 （1990年9月1日 - 1991年8月18日） |                            |
| 全家福（華視）             | 母雞帶小鴨                              |                            |